# Stammliste von Goseck
Stammliste von Goseck mit den in der Wikipedia vertretenen Personen und wichtigen Zwischengliedern.
Die mangelhafte, oft fehlerhafte, Quellenlage betrifft den gesamten Zeitraum aller Familienzweige. Gesicherte Daten sind urkundlich genannt, Geburts- und Sterbedaten o. g. Zeiträume jedoch oft ungesichert und nach höchstmöglicher Wahrscheinlichkeit der oft abweichenden Datenquellen unter Vorbehalt zu betrachten. Es bleiben genealogische Details, sogar die Zuordnung von Mitgliedern des Hauses, ungeklärt.

## Die Pfalzgrafen von Sachsen, von Goseck, von Putelendorf
Burchard I. von Goseck, Graf von Goseck, Graf im Hassegau (991–1017), Pfalzgraf von Sachsen (1003–1017), Graf von Merseburg (1004), HRR Vogt (1012), († nach 3. November 1017); ⚭ () Oda (Uota) von Merseburg († nach 26. September 1045), Tochter und Erbin von Pfalzgraf Siegfried II. von Merseburg (–) und N.N. Sie hatten vermutlich folgende Nachkommen:
- Friedrich I. von Goseck, Pfalzgraf von Sachsen (1040–), Graf im Hassegau, († (1042)); ⚭ ((1039)) Agnes von Weimar, Tochter von Wilhelm II. "der Große", Graf von Weimar, (um 930/35–1003) und (N.N. von Grabfeld)
- Siegfried[1], Graf (1021), Pfalzgraf von Sachsen (1028–1038), († 25. April 1038; ▭ in Wimmelburg)
- Bruno[1], Domherr zu Magdeburg (vor 1036–), Bischof von Minden (1037–1055), (* um 1000; † 10. Februar 1055; ▭ im Kloster Sankt Mauritius, Minden)

Nach Karl Meyer:
- Hildibold
- Hamezo, Bischof von Halberstadt (1085–1089)
- Cäcilie von Sangerhausen; ⚭ (um 1039) Ludwig der Bärtige, Graf in Thüringen, Stammvater der Ludowinger, († 13. Juni 1080)
- Christine (von Sangerhausen) (* um 1020); ⚭ () Graf Hoyer I. von Mansfeld († nach 1069)

Die gesicherte Stammfolge beginnt mit Friedrich I. von Goseck, Pfalzgraf von Sachsen (1040–), Graf im Hassegau, († (1042)); ⚭ ((1039)) Agnes von Weimar, Tochter von Wilhelm II. "der Große", Graf von Weimar, (um 930/35–1003) und (N.N. von Grabfeld). Sie hatten folgende Nachkommen:
A1. Adalbert von Goseck, Domherr von Halberstadt (vor 1032–), Dompropst von Halberstadt (1036–), Erzbischof von Bremen (1043–1072) und Hamburg (1045–1072), stiftet mit seinen Brüdern Kloster Goseck (um 1043), Ratgeber Heinrichs IV. (1062–1066), (* um 1000; † 16. März 1072 in der Pfalz zu Goslar; ▭ im Bremer Dom)
A2. Dedo von Goseck, Pfalzgraf (1042–1044), (* nach 1039; ⚔ 5. Mai 1056 bei Pöhlde; ▭ in Goslar)
B1. (illegitim mit N.N.) Friedrich, Abt vom Kloster Goseck, Abt vom Kloster St. Georg (Naumburg) (1081), Abt der Klöster Haldensleben und Hersfeld, († 1100)
A3. Friedrich II. von Goseck, Graf von Goseck, Vogt von Hersfeld, Pfalzgraf von Sachsen (1056–), (* zwischen 1000 und 1030; † 27. Mai 1088 in Barby; ▭ in Goseck); ⚭ (vor 1063) Hedwig von Bayern
B1. Friedrich III. von Goseck, Graf zu Putelendorf, (* um 1065; † 5. Februar 1085, ermordet bei Zscheiplitz durch Dietrich und Ulrich von Deutleben und Reinhard von Reinstedt; ▭ in Goseck); ⚭ (um 1081) Adelheid von Stade (um 1050 – 8. Oktober oder 14. November 1110; ▭ in Reinhardsbrunn), (⚭ II: (1087) Ludwig der Springer, Graf von Schauenburg, Landgraf in Thüringen, (* 1042; † 6./8. Mai 1123 in Reinhardsbrunn), Sohn von Ludwig der Bärtige (–13. Juni 1080) und Cäcilie von Sangerhausen (–)), Tochter von Graf Lothar Udo II. von Stade, Markgraf der Nordmark (1020/30–1082) und Oda von Werl
C1. Bertha von Gleissberg († nach 1137), Mitgründerin von Kloster Bürgel (1133); ⚭ () Markgraf Heinrich von Groitzsch, Burggraf von Magdeburg, Markgraf der Lausitz, (* um 1090; † 31. Dezember 1135 in Mainz), Sohn von Graf Wiprecht II. von Groitzsch, späterer Markgraf von Meißen und der Lausitz, (* um 1050; † 22. Mai 1124 in Pegau) und Judith von Böhmen (–1109)
C2. Friedrich IV. von Putelendorf, Pfalzgraf von Sachsen (1114–), (* posthum nach 5. Februar 1085; † (26. Juni) 1125 in Dingelstädt; ▭ in Halberstedt); ⚭ (1116) Gräfin Agnes von Limburg (* um 1100; † zw. 1129 und 1136), (⚭ II: () Walo II. von Veckenstedt, „der Jüngere“, (* um 1065; † 1126, erschlagen), Sohn von Walo I. von Veckenstedt (–um 1070) und Frederun von Wippra (–vor 1070)), Tochter von Graf Heinrich I. von Limburg, Herzog von Niederlothringen, (–) und Adelheid von Pottenstein (–1136)
D1. Heinrich (Hermann) von Putelendorf (* vor 1114; † zw. 1123 und 1129; ▭ in Sulza)
D2. Friedrich V. von Putelendorf, Pfalzgraf von Sachsen (1125), Domherr in Magdeburg (1147), Bischof von Prag (1169–1179), (* vor 1114; † 31. Januar 1179); ⚭ (nach 1126) Gisela von Schwarzburg (* (1118); † (1147)), Tochter von Graf Sizzo III. von Schwarzburg (1093–1160) und Gisela (von Berg) (–nach 1143)
D3. Bertha von Putelendorf († 2. Juli 1190; ▭ in Trostadt); ⚭ () Graf Berthold I. von Henneberg (1151–), Burggraf von Würzburg (1156), urkundlich 1131, († 18. Oktober 1159), Sohn von Graf Gotebold II. von Henneberg (vor 1078–1144) und Luitgart von Hohenberg (–1145)
A4. Ouda (Hilaria) von Goseck († 1088 bei Zorbau; ▭ in Goseck); ⚭ () (Graf) Adalbert Seveke von Sommerschenburg (* vor 1088), Sohn von Graf Albrecht von Sommerschenburg (–) und N.N.